# Code de la nationalité ivoirienne
 (novembre 2012).
Si vous disposez d'ouvrages ou d'articles de référence ou si vous connaissez des sites web de qualité traitant du thème abordé ici, merci de compléter l'article en donnant les références utiles à sa vérifiabilité et en les liant à la section « Notes et références ».
Le code de la nationalité ivoirienne est un ensemble de règles codifiées dans la loi n°61-415 du 14 décembre 1961 portant code de nationalité ivoirienne, loi modifiée par la loi n° 72-852 du 21 décembre 1972. 

## Naturalisation
La naturalisation en Côte d'Ivoire est régie par les lois ivoiriennes sur la nationalité et la naturalisation du jeudi 21 juillet 2005.